# Cerkev Marijinega obiskanja, Ljubljana
Cerkev Marijinega obiskanja stoji na Cankarjevem vrhu ljubljanskega hriba Rožnik. Z južne strani Ljubljane in z Ljubljanskega barja je vidna že od daleč, zaradi svoje lege, fasade v rdeči barvi, pa tudi zaradi dobre osvetljenosti v nočnih urah. Je podružnična cerkev župnije Ljubljana - Marijino oznanjenje.
Cerkev na tem griču je bila verjetno postavljena že v 16. stoletju, današnja baročna stavba pa je njena zamenjava v 18. stoletju (arhitekt Candido Zulliani). Oprema je iz 19. stoletja. Nedaleč od cerkve je znamenita gostilna, v kateri je živel Ivan Cankar.
Sv. maše so vsako nedeljo od maja do oktobra ob 10.30. V maju je ob nedeljah tudi šmarnična pobožnost ob 16. uri. Prav tako je na sv. večer polnočnica, in na Štefanovo, 26.12 sv. maša s tradicionalnim blagoslovom konj. Drugače je cerkev čez zimo zaprta.